# Sân bay Yokangassi
Sân bay Yokangassi (IATA: NKY, ICAO: FCBY) là một sân bay ở Nkayi, tỉnh Bouenza, Cộng hòa Congo.

## Vị trí và cơ sở vật chất
Sân bay nằm cách thị trấn khoảng 3,4 km về phía nam, trên độ cao 541 ft (165 m) so với mực nước biển. Nó có một đường băng đất dài 2200 m.